# صفر علي
صفر علي (4 مارس 1884 - 5 مايو 1962) هو ملحن مصري.

## حياته ونشأته
صفر عبد الرحيم عبده على ولد 4 مارس 1884 ببيلا، محافظة كفر الشيخ، في الخديوية المصرية، حصل علي شهادة البكالوريا. تعلم في القاهرة وتوظف بوزارة المالية وتعلم أثناء الوظيفة في مدرسة الحقوق الفرنسية ومدرسة التجارة الليلية وحصل منها على الشهادة العالية في فن الاختزال وانتقل للعمل بوزارة الخارجية لإجادته للغتين التركية والفرنسية ثم إلى وزارة المعارف حيث عين مفتشا للأناشيد.

## مسيرته
أتقن الخط العربي والرسم وعين سكرتيرا للجنة ترقية الأغاني القومية، وفي عام 1920 اشترك في تأسيس معهد الموسيقى العربية (فؤاد الأول) وكان عضوا بمجلس إدارته ثم وكيلا له وعهد إليه بتدريس قواعد الموسيقى والعزف على العود.
من أوائل المصريين الذين اتجهوا إلي التأليف الموسيقي حيث كتب العديد من البشارف والسماعيات والمارشات والدواليب بالإضافة إلي معزوفاته الحديثة، 
هو ملحن نشيد "إسلمى يا مصر إنني الفدا" وهو نشيد ثورة 1919 وطقطوقة "رنة خلخالى يامه وأنا نازله أملا البلاص" لرتيبة أحمد و"نشيد الملك فؤاد" وروايتين غنائيتين منها"أميرة صغيره" عام 1916 وضع فيها أول ديالوج غنائي عربي هو محاوره بين ظريف وثقيل ومطلعه "ياما الحياة فيها عجايب" ولحن مونولوجات منها "لوعة العشاق" و"صوت الحرية" كما كان أول من لحن الطقاطيق بطريقة مختلفة ولحن الكوبليهات مثل "مال قلبك على قاسى" و"يا سيدالملاح يا فاتن الغزلان" و"ياريت زمانك وزماني" و"جنت عليك عيني يا قلبي".كما لحن حوالي 50 نشيد وطني من أشهرها: النشيد الوطني " اسلمي يا مصر إنني الفدا، والنشيد الوطني " يا زعيما فضلُه في كل واد ". و" شفتك وشفت الهلال "، وأوبريت " المقامر".
يعتبر أول من لحن الديالوج الغنائي «وهو محاورة غنائية بين مطرب ومطربة»، وأول من نادي بتدريس الموسيقي بالمدارس، وأول من أدخل التدريس الموسيقي في مصر، كما أدخل في الموسيقي العربية مقامات لم تكن معروفة من قبل مثل «المجير بوسلك»، «السوزيديل»، وتأثر في حياته باثنين من مشاهير العود القدامى وهما محمود الجمركشي وأحمد الليثي.
قدم دراسات عن إدخال الحوار الغنائي، ودراسات عن أسباب وجود الألفاظ العربية في موشحاتنا، وقدم دراسات عن تاريخ الموسيقي العربية، وقدم دراسات عن التكنيك وكتب مقالات عن وظيفة الكورس، وكان أستاذا في علم قواعد الموسيقي العربية وتخرج على يديه عدد من الموسيقيين اللامعين منهم:
- عبد الحليم نويرة
- عبد الحليم حافظ
- عبد الحميد توفيق زكي
- إسماعيل شبانه

## وفاته
توفي في 5 مايو 1962 عن عمر ناهز 78 عام.

## وصلات خارجية
- صفر علي على موقع ديسكوغز (الإنجليزية)